# Corydoras granti
Corydoras granti es una especie de pez siluriforme de agua dulce del género Corydoras, perteneciente a la familia de los calíctidos. Habita en aguas tropicales del centro-oeste de América del Sur.
Tradicionalmente y durante 80 años, los ejemplares de C. granti fueron erróneamente conocidos como C. arcuatus, hasta que, mediante el análisis del holotipo de esta última, se comprobó que el mismo pertenecía a una especie distinta.

## Taxonomía
Descripción original
Esta especie fue descrita originalmente en el año 2019 por los ictiólogos Luiz Fernando Caserta Tencatt, Flávio César Thadeo de Lima y Marcelo Ribeiro de Britto.
Localidad tipo
La localidad tipo referida es: “en las coordenadas: 00°16′19″N 66°38′21″O / 0.27194, -66.63917, Igarapé Ya-Mirim (= Iazinho), una corriente de aguas negras, tributaria del río Cauaburi, el cual es un afluente del río Negro, São Gabriel da Cachoeira, estado de Amazonas, Brasil”.
Holotipo
El ejemplar holotipo designado es el catalogado como: MNRJ 51193; se trata de un adulto el cual midió 48,4 mm de largo total. Fue capturado el 12 de agosto de 2008 por C. Oliveira, M. I. Taylor y M. Alexandrou. Fue depositado en el Museo Nacional, dependiente de la Universidad Federal de Río de Janeiro (UFRJ), ubicado en la ciudad brasileña de Río de Janeiro.
Etimología
Etimológicamente el término genérico Corydoras viene del griego,donde kóry es 'yelmo', 'coraza', 'casco', y doras es 'piel'. Esto se justifica en la carencia de escamas y la presencia de escudos óseos a lo largo del cuerpo. El nombre específico granti es un sustantivo genitivo y epónimo que refiere al apellido de la persona a quien fue dedicada, Steven Grant, acuarista e ictiólogo aficionado, por haber sido el primero en darse cuenta de la distinción de esta especie respecto al verdadero C. arcuatus.

### Historia taxonómica y caracterización
En el año 1938, Margery Graves Elwin describió Corydoras arcuatus sobre la base de 2 muestras, la primera fue obtenida de un comerciante de acuarios: un ejemplar (de tamaño grande y de origen desconocido) al que el autor refirió como "el tipo"; la segunda fue un espécimen (más pequeño) que se había enviado para su determinación al Museo de Historia Natural (BMNH), de Londres, con la localidad de colecta indicada como "Teffe, Amazonas" (presumiblemente sería el municipio de Tefé o el río homónimo, ambos en el estado de Amazonas, Brasil) teniendo la etiqueta de codificación: BMNH 1939.3.3.1. En el año 2014, Steven Grant planteó dudas acerca de la verdadera identidad de Corydoras arcuatus, afirmando que el ejemplar que ilustra la descripción de la especie, puede que no pertenezca al taxón del verdadero ejemplar asignado como holotipo.
El examen del holotipo de C. arcuatus confirmó la teoría de Grant, al constatarse que es un miembro del linaje 8, pues posee una característica exclusiva de este clado: la espina dorsal con estrías dirigidas hacia su base.
Corydoras granti y C. arcuatus conviven en un sector de sus distribuciones. Las dos comparten varias características: una larga, arqueada y continua raya negra que corre paralela al perfil dorsal del cuerpo y se extiende, por lo menos, desde el margen anterior de la primera placa dorsolateral del cuerpo hasta la porción posterior del pedúnculo caudal; ausencia de barras negras transversales en la aleta caudal; infraorbital 2 en contacto con el esfenótico y el hueso pterótico compuesto.
Corydoras granti puede distinguirse de C. arcuatus por tener el margen posterior de las espinas dorsales y pectorales con estrías dirigidas hacia sus puntas (contra en dirección a sus bases en C. arcuatus); por no presentar en la superficie ventral del tronco placas relativamente grandes y coalescentes (contra presencia, total o parcial, de las mismas en C. arcuatus) y por exhibir manchas en la aleta dorsal (contra ausencia de las mismas en C. arcuatus).
Corydoras granti puede distinguirse de C. urucu por tener el infraorbital 2 en contacto con el hueso esfenótico y con el pterótico compuesto (en cambio, en C. urucu contacta solo con el hueso esfenótico) y por tener puntiaguda la expansión laminar de la parte anterior del infraorbital 1 con (contra redondeada en C. urucu).

## Distribución geográfica y hábitat
Corydoras granti se distribuye ampliamente en el oeste de Brasil, sur de Colombia y en el este de Ecuador y del Perú. Habita cursos fluviales tropicales en las porciones occidental y central de la cuenca del Amazonas, en los ríos Negro, Napo, Caquetá, Putumayo, Yuruá, Purús y Yavarí, así como en los tributarios directos del río Amazonas-Solimões.